# María José Bello
Pour les articles homonymes, voir Bello, María Pérez et Pérez.
María José Bello Pérez, née le 30 octobre 1980 à Valdivia dans la Région des Fleuves, est une actrice chilienne.

## Biographie
María José Bello s'est fait connaitre dans la telenovela Feroz. Elle est également connue pour son rôle de Bárbara Román dans la telenovela Perdona nuestros pecados. Le couple formé par Bárbara et Mercedez (Soledad Cruz) est nommé par le mot-valise Barcedes par les fans,.

## Filmographie
- 2002 : Re/Evolución - Vampiros 2010 (court métrage)
- 2003 : Mi domingo (court métrage)
- 2005 : Versus (série télévisée) : Marisol Yáñez (3 épisodes)
- 2005 : 17 (série télévisée) : Alumna Antumapu (9 épisodes)
- 2006 : El día menos pensado (série télévisée) : Daniela / Francisca (2 épisodes)
- 2007 : Papi Ricky (série télévisée) : la maman de Ricky
- 2007 : Vivir con 10 (série télévisée) : Tábata Rojas (3 épisodes)
- 2008 : Mala conducta (série télévisée) : Dominga Magallanes (3 épisodes)
- 2009 : La Vaca Atada (court métrage) : Javiera
- 2009 : Cuenta Conmigo (série télévisée) : Paloma Valenzuela (5 épisodes)
- 2010 : Feroz (série télévisée) : Monse Tagle (117 épisodes)
- 2010 : The 33 of San Jose : Chiquilla
- 2011-2012 : Peleles (série télévisée) : Daniela Acosta (72 épisodes)
- 2012 : Paseo de Oficina : Danae
- 2009-2012 : Los 80 (série télévisée) : Sandra González (15 épisodes)
- 2013 : Las Vega's (série télévisée) : Antonia Vega (76 épisodes)
- 2013 : Fiesta Falsa : Bárbara
- 2013-2014 : El hombre de tu vida (série télévisée) : Silvina (8 épisodes)
- 2014-2015 : Valió la pena (série télévisée) : Verónica García (67 épisodes)
- 2015 : Puzzle Negro : Paula Calderón
- 2015 : Eres mi tesoro (série télévisée) : Julieta Lizama (169 épisodes)
- 2016-2017 : Ámbar (série télévisée) : Carla Pino (153 épisodes)
- 2017-2018 : Perdona nuestros pecados (série télévisée) : Bárbara Román (120 épisodes)